# Atak Lual
Atak Lual Wol Tong (ur. 11 września 1983 w Aweil) – południowosudański piłkarz grający na pozycji napastnika w klubie Tuti FC.

## Kariera klubowa

### Al Mirghani ESC
Lual grał w Al Mirghani ESC w latach 2009–2012. W sezonie 2009 i 2010 strzelił dla nich kolejno 3 i 4 gole.

### Al Rabita Kosti
Lual przeszedł do Al Rabita Kosti 1 lipca 2012. W sezonie 2014 strzelił dla nich 2 gole.

### Al-Ahly Shendi
Lual występował w Al-Ahly Shendi w latach 2015–2017. W sezonie 2017 zdobył dla nich dwie bramki oraz wygrał z nimi Puchar Sudanu.

### Hay Al Wadi SC
Lual grał w Hay Al Wadi SC w sezonie 2018.

### Al Ahli SC
Lual reprezentował barwy Al Ahli SC w sezonie 2018/2019 oraz 2020/2021.

### Al Hilal Al-Ubajjid
Lual występował w Al Hilal Al-Ubajjid w sezonie 2019/2020. Zajął wraz z nimi 3. miejsce w lidze.

### Tuti FC
Lual gra dla Tuti FC od sezonu 2022.

## Kariera reprezentacyjna
| Mecze i gole w reprezentacji | Mecze i gole w reprezentacji | Mecze i gole w reprezentacji | Mecze i gole w reprezentacji | Mecze i gole w reprezentacji | Mecze i gole w reprezentacji | Mecze i gole w reprezentacji | Mecze i gole w reprezentacji              |
| Sudan Południowy             | Sudan Południowy             | Sudan Południowy             | Sudan Południowy             | Sudan Południowy             | Sudan Południowy             | Sudan Południowy             | Sudan Południowy                          |
| Lp.                          | Data                         | Miejsce                      | Gospodarz                    | Gość                         | Wynik                        | Gol                          | Rozgrywki                                 |
| ---------------------------- | ---------------------------- | ---------------------------- | ---------------------------- | ---------------------------- | ---------------------------- | ---------------------------- | ----------------------------------------- |
| 1.                           | 18.05.2014                   | Maputo                       | Mozambik                     | Sudan Południowy             | 5:0                          |                              | Puchar Narodów Afryki 2015 – kwalifikacje |
| 2.                           | 30.05.2014                   | Chartum                      | Sudan Południowy             | Mozambik                     | 0:0                          |                              | Puchar Narodów Afryki 2015 – kwalifikacje |
| 3.                           | 08.10.2015                   | Dżuba                        | Sudan Południowy             | Mauretania                   | 1:1                          |                              | Mistrzostwa Świata 2018 – eliminacje      |
| 4.                           | 13.10.2015                   | Nawakszut                    | Mauretania                   | Sudan Południowy             | 4:0                          |                              | Mistrzostwa Świata 2018 – eliminacje      |
| 5.                           | 27.03.2016                   | Kotonu                       | Benin                        | Sudan                        | 4:1                          | Gol                          | Puchar Narodów Afryki 2017 – kwalifikacje |
| 6.                           | 04.06.2016                   | Dżuba                        | Sudan Południowy             | Mali                         | 0:3                          |                              | Puchar Narodów Afryki 2017 – kwalifikacje |
| 7.                           | 22.03.2017                   | Dżibuti                      | Dżibuti                      | Sudan Południowy             | 2:0                          |                              | Puchar Narodów Afryki 2019 – kwalifikacje |
| 8.                           | 28.03.2017                   | Dżuba                        | Sudan Południowy             | Dżibuti                      | 6:0                          |                              | Puchar Narodów Afryki 2019 – kwalifikacje |
| 9.                           | 05.12.2017                   | Kakamega                     | Etiopia                      | Sudan Południowy             | 3:0                          |                              | Puchar CECAFA 2017                        |
| 10.                          | 08.12.2017                   | Kakamega                     | Uganda                       | Sudan Południowy             | 5:1                          | Gol                          | Puchar CECAFA 2017                        |
| 11.                          | 12.10.2018                   | Libreville                   | Gabon                        | Sudan Południowy             | 3:0                          |                              | Puchar Narodów Afryki 2019 – kwalifikacje |
| 12.                          | 16.10.2018                   | Dżuba                        | Sudan Południowy             | Gabon                        | 0:1                          |                              | Puchar Narodów Afryki 2019 – kwalifikacje |
| 13.                          | 16.11.2018                   | Dżuba                        | Sudan Południowy             | Burundi                      | 2:5                          | Gol                          | Puchar Narodów Afryki 2019 – kwalifikacje |